# Adrijana Mesarović
Adrijana Mesarović (cyr. Адријана Месаровић; ur. 1981 w Nowym Sadzie) – serbska polityczka, ekonomistka i działaczka samorządowa, od 2024 minister gospodarki, od 2025 również wicepremier.

## Życiorys
Kształciła się w rodzinnej miejscowości, uzyskała magisterium z ekonomii. Pracowała w rodzinnej firmie, od 2008 była związana z sektorem bankowym. Została członkinią Serbskiej Partii Postępowej. W 2018 weszła w skład miejskiej egzekutywy w Nowym Sadzie. W 2020 powołana w skład zarządu miasta Nowy Sad, gdzie powierzono jej sprawy budżetu, finansów i inwestycji. W maju 2024 objęła urząd ministra gospodarki w rządzie Miloša Vučevicia. Pozostała na tej funkcji również w utworzonym w kwietniu 2025 gabinecie Đura Macuta. Powierzono jej wówczas także stanowisko wicepremiera.